# ثمینه پیرزاده
ثمینه پیرزاده (انگلیسی: Samina Peerzada؛ زادهٔ ۹ اوت) یک هنرپیشه و کارگردان اهل کشور پاکستان است.

## فیلمشناسی
از فیلم‌هایی که وی در آن نقش داشته است می‌توان به بلندی و دره اشاره کرد.
وی همچنین برنده جوایزی همچون جایزه نگار شده است.